# Noddi noir
Anous minutus
Espèce
Statut de conservation UICN

 LC  : Préoccupation mineure

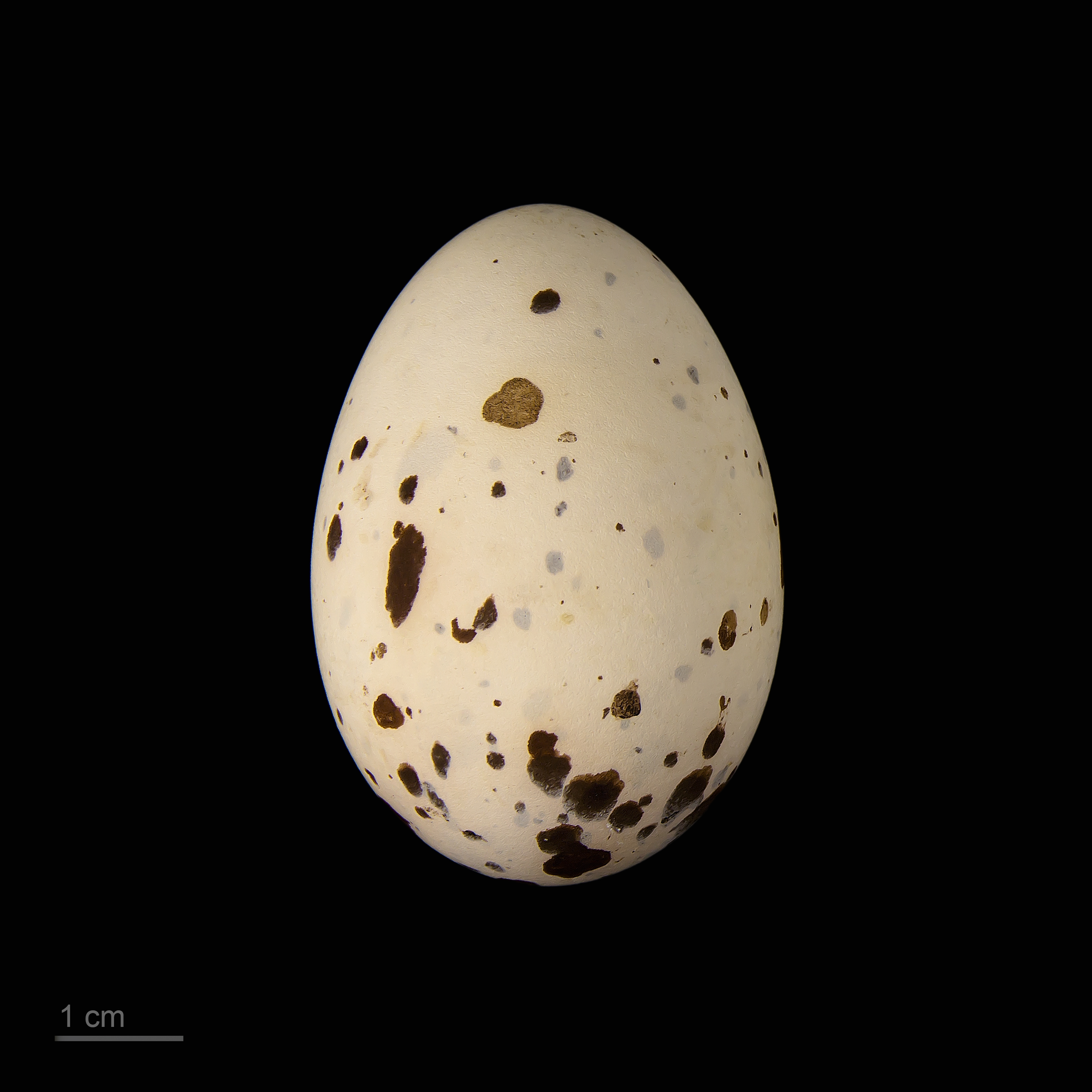
œufs de Anous minutus - Muséum de Toulouse.

Le Noddi noir (Anous minutus), dit aussi Noddi à cape blanche, est une espèce d'oiseaux marins de la famille des laridés. Il est parfois appelé Petit Noddi.

## Sous-espèces
D'après la classification de référence (version 14.1, 2024) de l'Union internationale des ornithologues, le Noddi noir possède 7 sous-espèces (ordre philogénique) :
- Anous minutus americanus (Mathews, 1912) — sud des Caraïbes ;
- Anous minutus melanogenys Gray, GR, 1846 — Hawaï ;
- Anous minutus diamesus (Heller & Snodgrass, 1901) — îles Île Clipperton et Cocos ;
- Anous minutus worcesteri (McGregor, 1911) — mer de Sulu ;
- Anous minutus minutus Boie, F, 1844 — sud-ouest pacifique ;
- Anous minutus marcusi (Bryan, 1903) — ouest pacifique (de Miniamitori et Wake (atoll) aux îles Carolines) ;
- Anous minutus atlanticus (Mathews, 1912) — sud de l'océan atlantique.